# 라파엘레 팔라디노
라파엘레 팔라디노(이탈리아어: Raffaele Palladino, 1984년 4월 17일 ~ )는 이탈리아 무냐노 디 나폴리 출신의 전 축구 선수로서 현역 시절 포지션은 윙어, 공격수였다. 현재 ACF 피오렌티나의 감독이다.